# Space Streakings
Space Streakings est un groupe de punk hardcore expérimental japonais. Après un premier album, Hatsu-Koi, sorti en 1993 sur le label NUX Organization, le propriétaire de ce dernier, Kazuyuki K. Null, les met en contact avec les américains de Skin Graft Records, chez qui ils ont sorti depuis plusieurs albums et singles.
Leur deuxième album 7-Toku est sorti en 1994, et enregistré par Steve Albini. Après une brève tournée aux États-Unis, qui verra le groupe collaborer avec Mount Shasta de Chicago, Space Streakings se sépare.

## Membres
- Captain Insect - basse, voix, programmation
- Karate Condor - chant
- Kame Bazooka - chant, saxophone alto
- Screaming Stomach - chant, guitare, trompette[2]

## Discographie

### Albums studio
- 1993 : Hatsu-Koi (NUX Organization, produit par K.K. Null et Space Streakings)
- 1993 : Sexual Aesthetic Salon After School (single, Skin Graft Records)
- 1994 : 7-Toku (Skin Graft Records, mixé par Steve Albini)
- 1996 : Taco Beya

### Apparitions
- 1994 : Wohlstand (Human Wrechords)
- 1995 : Dead Tech 3: New Japanese Music
- 1997 : Camp Skin Graft: Now Wave (!)